# Sugar Honey Iced Tea
Sugar Honey Iced Tea è il terzo album in studio della rapper statunitense Latto, pubblicato il 9 agosto 2024 dalla Streamcut e RCA.
L'album contiene collaborazioni con Young Nudy, Hunxho, Coco Jones, Megan Thee Stallion, Ciara, Mariah the Scientist, Teezo Touchdown, Cardi B e Flo Milli.

## Successo Commerciale
L'album ha debuttato alla posizione numero 15 della Billboard 200 con un equivalente di 29.000 unita vendute.

## Tracce
Disco 1
1. Georgia Peach – 2:27
2. Big Mama – 2:53
3. Blick Sum – 3:11
4. Settle Down – 2:42
5. Shrimp & Grits (feat. Young Nudy) – 2:44
6. There She Go – 2:41
7. Brokey – 3:37
8. Mimi Interlude – 0:38
9. H&M – 2:26
10. Copper Cove (feat. Hunxho) – 3:26
11. Ear Candy (feat. Coco Jones) – 3:15
12. Liquor – 3:03
13. Squeeze (feat. Megan Thee Stallion) – 2:44
14. Good 2 You (feat. Ciara) – 3:09
15. Look What You Did (feat. Mariah the Scientist) – 2:58
16. Prized Possession (feat. Teezo Touchdown) – 3:41
17. S/O to Me – 4:02

Disco 2
1. Put It on da Floor – 3:02
2. Put It on da Floor Again (feat. Cardi B) – 3:05
3. Sunday Service – 2:46
4. Sunday Service (Remix) (feat. Megan Thee Stallion and Flo Milli) – 3:27

Tracce bonus del disco 2 nell'edizione digitale e streaming
1. Chicken Grease – 2:41
2. Blick Sum (feat. Playboi Carti) – 3:12

## Classifiche
| Classifica (2024)         | Posizione massima |
| ------------------------- | ----------------- |
| Stati Uniti               | 15                |
| Stati Uniti (R&B/hip hop) | 2                 |